# Mitchell (Name)
Mitchell ist ein englischer Familienname, seinerseits abgeleitet von dem Vornamen Michael, und ein wiederum von diesem abgeleiteter männlicher Vorname. Eine Kurzform des Vornamens ist Mitch.

## Namensträger

### Familienname

#### A
- Aaron Mitchell (* 1969), US-amerikanisch-österreichischer Basketballtrainer und -spieler
- Abbie Mitchell (1884–1960), afroamerikanische Sängerin und Schauspielerin
- Adam Mitchell (Fußballspieler, 1908) (1908–1989), englischer Fußballspieler
- Adam Mitchell (Eishockeyspieler) (* 1982), kanadischer Eishockeyspieler
- Adam Mitchell (Fußballspieler, 1993) (* 1993), englischer Fußballspieler
- Adam Mitchell (Fußballspieler, 1996) (* 1996), neuseeländischer Fußballspieler
- Adina Mitchell (* 1998), deutsche Sängerin
- Adrian Mitchell (Schriftsteller) (1932–2008), englischer Schriftsteller
- Adrian Mitchell (Basketballspieler) (* 1995), österreichischer Basketballspieler
- Adriel Mitchell (* 2008), grenadischer Leichtathlet
- Aidan Mitchell (* 1993), US-amerikanischer Schauspieler
- Ajay Mitchell (* 2002), belgischer Basketballspieler
- A’Keyla Mitchell (* 1995), US-amerikanische Sprinterin
- Ako Mitchell, britisch-US-amerikanischer Schauspieler, Synchronsprecher, Drehbuchautor, Filmproduzent und Filmregisseur
- Alex Mitchell (Fußballspieler) (* 2001), englischer Fußballspieler
- Alex Mitchell (Rugbyspieler) (* 1997), englischer Rugby-Union-Spieler
- Alexander Mitchell (Ingenieur) (1780–1868), irischer Ingenieur
- Alexander Mitchell (Politiker) (1817–1887), US-amerikanischer Politiker
- Alexander C. Mitchell (1860–1911), US-amerikanischer Politiker
- Alexander Graham Mitchell (* 1923), britischer Kolonialbeamter
- Alf Mitchell (* 1941), australischer Speerwerfer
- Alfred Mitchell-Innes (1864–1950), britischer Diplomat, Wirtschaftswissenschaftler und Autor
- Allan Mitchell (1933–2016), US-amerikanischer Historiker
- Anderson Mitchell (1800–1876), US-amerikanischer Politiker
- Andrea Mitchell (* 1946), US-amerikanische Journalistin und Autorin
- Andrew Mitchell (Diplomat, 1708) (1708–1771), britischer Diplomat
- Andrew Mitchell (Marineoffizier) (1757–1806), britischer Marineoffizier
- Andrew Mitchell (Fußballspieler, 1871) (1871–??), schottischer Fußballspieler
- Andrew Mitchell (Fußballspieler, 1879) (1879–??), schottischer Fußballspieler
- Andrew Mitchell (Politiker) (* 1956), britischer Wirtschaftsmanager und Politiker
- Andrew Mitchell (Diplomat, 1967) (* 1967), britischer Diplomat
- Andrew Mitchell (Fußballspieler, 1992) (* 1992), nordirischer Fußballspieler
- Andrew Ronald Mitchell (1921–2007), schottischer Mathematiker und Fußballspieler
- Andy Mitchell (Fußballspieler, 1907) (Andrew Mitchell; 1907–1971), englischer Fußballspieler
- Andy Mitchell (Fußballspieler, 1976) (Andrew Barry Mitchell; * 1976), englischer Fußballspieler
- Andy Mitchell (Fußballspieler, 1990) (Andrew John Mitchell; * 1990), englischer Fußballspieler
- Ann Katharine Mitchell (1922–2020), britische Mathematikerin und Soziologin
- Anne Wagner-Mitchell (* 1971), deutsche Diplomatin
- Anthony Mitchell (Rugbyspieler) (* 1989), australischer Rugby-League-Spieler
- Anthony Mitchell, eigentlicher Name von BJ Mitchell (* 1992), US-amerikanischer Schauspieler
- Anthony D. Mitchell, neuseeländischer Botaniker
- Arnold Mitchell (1929–2014), englischer Fußballspieler
- Arthur Mitchell (Cricketspieler) (1902–1976), englischer Cricketspieler
- Arthur Mitchell (Tänzer) (1934–2018), US-amerikanischer Tänzer
- Arthur Mitchell (Politiker) (* 1950), kanadischer Politiker US-amerikanischer Herkunft
- Arthur George Mitchell (1856–1930), schottischer Architekt
- Arthur Roy Mitchell (1889–1977), US-amerikanischer Künstler und Historiker
- Arthur W. Mitchell (1883–1968), US-amerikanischer Politiker
- Atticus Mitchell (* 1993), kanadischer Schauspieler
- Austin Mitchell (1934–2021), britischer Politiker (Labour Party)

#### B
- Barry Mitchell (* 1965), US-amerikanisch-belgischer Basketballspieler
- Basil Mitchell (1917–2011), britischer Religionsphilosoph
- Ben Mitchell (* 1980), neuseeländischer Schauspieler
- Benjamin Mitchell (* 1992), australischer Tennisspieler
- Bernon F. Mitchell (1929–2001), US-amerikanischer Überläufer
- Betsy Mitchell (* 1966), US-amerikanische Schwimmerin
- Betty Mitchell (1896–1976), kanadische Regisseurin und Theaterleiterin
- Beverley Mitchell (* 1981), US-amerikanische Schauspielerin
- Bill Mitchell (Autodesigner) (1912–1988), US-amerikanischer Designer von Autokarosserien
- Bill Mitchell (Eishockeyspieler) (William Richard Mitchell; 1930–2014), kanadischer Eishockeyspieler und -trainer
- Bill Mitchell (Regisseur) (1951–2017), britischer Regisseur und Bühnenbilder
- Bill Mitchell (Ökonom) (* 1952), australischer Ökonom
- Billy Mitchell (General) (1879–1936), US-amerikanischer General
- Billy Mitchell (Fußballspieler) (1910–1978), nordirischer Fußballspieler
- Billy Mitchell (Saxophonist) (1926–2001), US-amerikanischer Jazz-Saxophonist
- Billy Mitchell (Videospieler) (* 1965), US-amerikanischer Videospieler
- Billy Mitchell (Schauspielerin), US-amerikanische Schauspielerin
- BJ Mitchell (* 1992), US-amerikanischer Schauspieler.
- Blue Mitchell (1930–1979), US-amerikanischer Trompeter
- Bob Mitchell (Gewichtheber) (Robert Marion Mitchell; 1911–1992), US-amerikanischer Gewichtheber
- Bob Mitchell (Drehbuchautor) (Robert Junior Mitchell; 1918–1992), US-amerikanischer Drehbuchautor und Schauspieler
- Bob Mitchell (Musiker, 1920) (Robert Andrew Mitchell; * 1920), US-amerikanischer Trompeter
- Bob Mitchell (Politiker) (Richard Charles Mitchell; 1927–2003), britischer Politiker
- Bob Mitchell (Rennfahrer, 1931) (Robert Lindsay Mitchell; 1931–2007), australischer Motorradrennfahrer
- Bob Mitchell, Pseudonym von Augusto Martelli (1940–2014), italienischer Komponist, Dirigent und Arrangeur
- Bob Mitchell (Rennfahrer, II) (Robert R. Mitchell), US-amerikanischer Automobilrennfahrer
- Bob Mitchell (Moderator) (eigentlich Walter Detweiler), US-amerikanischer Radiomoderator und Musikmanager
- Bob Mitchell (Musiker, II) (Bobby Godfrey Mitchell Halstead), US-amerikanischer Songwriter und Musikproduzent
- Bobby Mitchell (Wasserballspieler) (Robert Mitchell; 1913–1996), britischer Wasserballspieler
- Bobby Mitchell (Fußballspieler, 1924) (Robert Carmichael Mitchell; 1924–1993), schottischer Fußballspieler und -trainer
- Bobby Mitchell (Sänger) (1935–1989), US-amerikanischer Sänger und Songwriter
- Bobby Mitchell (Footballspieler) (Robert Cornelius Mitchell; 1935–2020), US-amerikanischer American-Football-Spieler und -Funktionär
- Bobby Mitchell (Golfspieler) (1943–2018), US-amerikanischer Golfspieler
- Bobby Mitchell (Baseballspieler, 1943) (Robert Vance Mitchell; 1943–2019), US-amerikanischer Baseballspieler
- Bobby Mitchell (Baseballspieler, 1955) (Robert Van Mitchell; * 1955), US-amerikanischer Baseballspieler
- Bobby Mitchell (Fußballspieler, 1955) (Robert Mitchell; * 1955), englischer Fußballspieler
- Brendan Mitchell, grenadischer Fußballspieler
- Brian Mitchell (Boxer) (* 1961), südafrikanischer Boxer
- Brian Mitchell (Footballspieler) (* 1968), US-amerikanischer American-Football-Spieler
- Brian Mitchell (Musiker), US-amerikanischer Musiker
- Brian Stokes Mitchell (* 1957), US-amerikanischer Schauspieler und Sänger
- Byron Mitchell (* 1973), US-amerikanischer Boxer

#### C
- Cameron Mitchell (1918–1994), US-amerikanischer Schauspieler
- Carleton Mitchell († 2007), US-amerikanischer Segler und Autor
- Carlyle Mitchell (* 1987), Fußballspieler aus Trinidad und Tobago
- Caroline Mitchell, Schriftstellerin
- Charlene Mitchell (1930–2022), US-amerikanische Politikerin
- Charles Mitchell (Schiffbauer) (1820–1895), britischer Unternehmer
- Charles Mitchell, eigentlicher Name von Mitchy Slick, US-amerikanischer Rapper
- Charles Bullen Hugh Mitchell (1836–1899), britischer Kolonialbeamter, Gouverneur von Fidschi und Natal
- Charles F. Mitchell (1806–1865), US-amerikanischer Politiker
- Charles Le Moyne Mitchell (1844–1890), US-amerikanischer Politiker
- Charles William Mitchell (1854–1903), englischer Maler
- Charley Mitchell (1861–1918), britischer Boxer im Schwergewicht
- Charlotte Mitchell (Schauspielerin) (1926–2012), englische Schauspielerin
- Charlotte Mitchell (Skispringerin) (* 1994), kanadische Skispringerin
- Charlotte Mitchell (Kostümbildnerin), englische Kostümbildnerin
- Chris Mitchell (1988–2016), schottischer Fußballspieler
- Claire Mitchell-Taverner (* 1970), australische Hockeyspielerin
- Clarence Mitchell (* 1962), britischer Journalist
- Claude Scott-Mitchell (* 1997), britisch-australische Schauspielerin
- Clement Mitchell (1862–1937), englischer Fußballspieler
- Clyde Mitchell, Pseudonym von Harlan Ellison (1934–2018), US-amerikanischer Schriftsteller
- Colin Mitchell (1925–1996), britischer Offizier und Politiker
- Collin Mitchell (* 1969), kanadischer Curler
- Craig Mitchell (* 1986), walisischer Rugbyspieler
- Curtis Mitchell (* 1989), US-amerikanischer Sprinter

#### D
- Dale Mitchell (Baseballspieler) (1921–1987), US-amerikanischer Baseballspieler
- Dale Mitchell (Fußballspieler) (* 1958), kanadischer Fußballspieler
- Dale Mitchell (Eishockeyspieler) (* 1989), kanadischer Eishockeyspieler
- Danny Mitchell (* 1974), lucianischer Fußballtorhüter
- Darrel Mitchell (* 1984), US-amerikanischer Basketballspieler
- Darren Mitchell (* 1990), Fußballspieler für Trinidad & Tobago
- Daryl Mitchell (* 1965), US-amerikanischer Schauspieler
- Daryl Mitchell (Cricketspieler, 1991) (* 1991), neuseeländischer Cricketspieler
- David Mitchell (Fußballspieler, 1866) (1866–1948), schottischer Fußballspieler
- David Mitchell (Politiker) (1928–2014), britischer Politiker
- David Mitchell (Fußballspieler) (* 1962), australischer Fußballspieler und -trainer
- David Mitchell (* 1969), britischer Schriftsteller
- David Mitchell (Schauspieler) (* 1974), britischer Schauspieler und Komiker
- David Mitchell (Eistänzer) (* 1982), US-amerikanischer Eistänzer
- David Mitchell (Fußballspieler, 1990) (* 1990), schottischer Fußballspieler
- David Brydie Mitchell (1766–1837), US-amerikanischer Politiker
- David Robert Mitchell (* 1974), US-amerikanischer Filmregisseur und Autor
- Davion Mitchell (* 1998), US-amerikanischer Basketballspieler
- Demetri Mitchell (* 1997), englischer Fußballspieler
- Demont Mitchell (* 1988), bahamaischer Fußballspieler
- Denair Mitchell (* 1989), bahamaischer Fußballspieler
- Denise Mitchell (* 1976), irische Politikerin (Sinn Féin)
- Dennis Mitchell (* 1966), US-amerikanischer Leichtathlet
- Devon Mitchell (* 1981), Fußballspieler für Trinidad & Tobago
- Dick Mitchell (1920–2000), US-amerikanischer Badmintonspieler
- Dickon Mitchell (* 1978), grenadischer Politiker und Rechtsanwalt
- Donald Mitchell (Musikschriftsteller) (1925–2017), britischer Musikschriftsteller
- Donald Grant Mitchell (1822–1908), US-amerikanischer Autor
- Donald J. Mitchell (1923–2003), US-amerikanischer Politiker
- Donald M. Mitchell (* 1961), US-amerikanischer Geograph; siehe Don Mitchell (Geograph)
- Donald Michael Mitchell (1943–2013), US-amerikanischer Schauspieler; siehe Don Mitchell (Schauspieler)
- Donald O. Mitchell, US-amerikanischer Tontechniker
- Donna Mitchell, US-amerikanische Schauspielerin
- Donovan Mitchell (* 1996), US-amerikanischer Basketballspieler
- Doug Mitchell (* 1952), britischer Filmproduzent
- Drew Mitchell (* 1984), australischer Rugby-Union-Spieler
- Dwike Mitchell (1930–2013), US-amerikanischer Jazzpianist

#### E
- E. A. Mitchell (1910–1979), US-amerikanischer Politiker
- Edward Mitchell (1901–1970), US-amerikanischer Ruderer
- Edgar Mitchell (1930–2016), US-amerikanischer Astronaut
- Eddie Mitchell (1912–1964), nordirischer Fußballspieler
- Eddy Mitchell (* 1942), französischer Sänger, Songtexter und Schauspieler
- Edgar Mitchell (1930–2016), US-amerikanischer Astronaut
- Edson Mitchell (1953–2000), US-amerikanischer Bankmanager
- Edward Mitchell (1901–1970), US-amerikanischer Ruderer
- Edward Page Mitchell (1852–1927), US-amerikanischer Herausgeber und Schriftsteller
- Elijah Mitchell (* 1998), US-amerikanischer American-Football-Spieler
- Elizabeth Mitchell (* 1966), US-amerikanische Schwimmerin, siehe Betsy Mitchell
- Elizabeth Mitchell (* 1970), US-amerikanische Schauspielerin
- Elizabeth Mitchell (Politikerin) (* 1940), US-amerikanische Politikerin
- Elizabeth Mitchell (Musikerin) (* 1968), US-amerikanische Sängerin
- Elizabeth Maresal Mitchell, Geburtsname von Elizabeth Banks (* 1974), US-amerikanische Schauspielerin, Produzentin und Regisseurin
- Elizabeth Rebecca Mitchell, eigentlicher Name von Liz Mitchell (* 1952), jamaikanische Sängerin
- Elvis Mitchell (* 1958), US-amerikanischer Filmkritiker, Journalist und Moderator
- Elyne Mitchell (1913–2002), australische Kinderbuchautorin
- Emma Mitchell (* 1992), schottische Fußballspielerin
- Eric Mitchell (* 1992), kanadischer Skispringer
- Ethan Mitchell (* 1991), neuseeländischer Radsportler
- Ewan Mitchell (* 1997), britischer Schauspieler

#### F
- Francis John Mitchell (1929–1970), australischer Zoologe
- Frank Mitchell (Fußballspieler, 1872) (1872–1949), englischer Fußballspieler
- Frank Mitchell (Fußballspieler, 1890) (1890–1958), schottischer Fußballspieler
- Frank Mitchell (Fußballspieler, 1922) (1922–1984), englischer Fußballspieler
- Frank Mitchell (Musiker), amerikanischer R&B-Trompeter
- Fred Mitchell (* 1953), bahamaischer Politiker

- Freddie Mitchell (Musiker) (1918–2010), US-amerikanischer Jazz- und R&B-Musiker
- Freddie Mitchell (Footballspieler) (* 1978), US-amerikanischer Footballspieler

#### G
- Gay Mitchell (* 1951), irischer Politiker
- George Mitchell (Politiker) (1867–1937), rhodesischer Politiker
- George Mitchell (Kornettist) (1899–1972), US-amerikanischer Jazzmusiker
- George Mitchell (Wasserballspieler) (1901–1988), US-amerikanischer Wasserballspieler
- George Mitchell (Schiedsrichter) (1912–1998), schottischer Fußballschiedsrichter
- George Mitchell (Chorleiter) (1917–2002), britischer Pianist und Chorleiter
- George Mitchell (Bluesforscher) (* 1944), US-amerikanischer Blues-Forscher und -Produzent
- George Alfred Mitchell (1889–1980), US-amerikanischer Erfinder und Filmschaffender
- George Edward Mitchell (1781–1832), US-amerikanischer Politiker
- George J. Mitchell (* 1933), US-amerikanischer Politiker
- George P. Mitchell (1919–2013), amerikanischer Geschäftsmann und Pionier des Fracking
- George W. Mitchell (1904–1997), US-amerikanischer Ökonom
- Gilroy Mitchell (* 1969), lucianischer Fußballspieler
- Glen Mitchell (Radsportler, 1958) (* 1958), britischer Radrennfahrer
- Glen Mitchell (Radsportler, 1972) (* 1972), neuseeländischer Radrennfahrer
- Gordon Mitchell, Pseudonym von Julius Berstl (1883–1975), deutsch-britischer Schriftsteller
- Gordon Mitchell (1923–2003), US-amerikanischer Schauspieler
- Gordon Mitchell (Religionspädagoge), südafrikanischer Religionspädagoge
- Gordon B. Mitchell (1932–2009), US-amerikanischer Jazzbassist, siehe Whitey Mitchell
- Grant Mitchell  (1874–1957), US-amerikanischer Schauspieler
- Grover Mitchell (1930–2003), US-amerikanischer Jazz-Posaunist
- Guy Mitchell (1927–1999), US-amerikanischer Popsänger
- Gylles Mitchell (* 1997), dominikanischer Fußballspieler

#### H
- Hannah Mitchell (1872–1956), englisch-britische Suffragette und Sozialistin
- Harlan Erwin Mitchell (1924–2011), US-amerikanischer Politiker
- Harold L. Mitchell (1897–1997), US-amerikanischer Neurologe und Psychiater
- Harry Mitchell (Boxer) (1895–1983), englischer Boxer
- Harry Mitchell (* 1940), US-amerikanischer Politiker (Demokratische Partei)
- Heather Mitchell (* 1958), australische Schauspielerin
- Henroy Mitchell (* 1981), Fußballspieler für die Britischen Jungferninseln
- Henry Mitchell (Politiker) (1784–1856), US-amerikanischer Politiker
- Henry Mitchell (Ingenieur) (1830–1902), US-amerikanischer Ingenieur
- Henry L. Mitchell (1831–1903), US-amerikanischer Politiker
- Herb Mitchell (Eishockeyspieler) (1895–1969) US-amerikanischer Eishockeyspieler
- Herb Mitchell (Schauspieler) (1937–2011), US-amerikanischer Schauspieler
- Herschel K. Mitchell (1913–2000), US-amerikanischer Biochemiker
- Hugh Mitchell (Footballspieler) (1890–1967), US-amerikanischer Footballspieler und -trainer
- Hugh Mitchell (Politiker) (1907–1996), US-amerikanischer Politiker (Demokratische Partei)
- Hugh Mitchell (Australian-Rules-Footballspieler) (* 1934), Australian-Rules-Footballspieler und -trainer
- Hugh Mitchell (Schauspieler) (* 1989), britischer Schauspieler
- Humphrey Mitchell (1894–1950), kanadischer Politiker der (Canadian Labour Party; Partei Kanadas)
- Hylton Mitchell (1926–2014), Radrennfahrer aus Trinidad und Tobago

#### I
- Ian Mitchell (Fußballspieler) (1946–1996), schottischer Fußballspieler
- Ian Mitchell (Rennfahrer) (* 1955), britischer Rennfahrer
- Ian Mitchell (Musiker) (1958–2020), Bassist der Musikgruppe Bay City Rollers
- Ian Mitchell (Eishockeyspieler) (* 1999), kanadischer Eishockeyspieler
- Ilan Mitchell-Smith (* 1969), US-amerikanischer Schauspieler, Balletttänzer und Hochschullehrer
- Ivan Mitchell (1893–1942), kanadischer Eishockeytorwart

#### J
- J. Clyde Mitchell (James Clyde Mitchell; 1918–1995), britischer Ethnologe
- J. Gary Mitchell, US-amerikanischer Filmproduzent, Filmregisseur und Kameramann
- Jack Mitchell (Fußballspieler) (1890–??), irischer Fußballspieler
- Jack Mitchell (Footballspieler) (1923–2009), US-amerikanischer American-Football-Spieler
- Jack Mitchell (Fotograf) (1925–2013), US-amerikanischer Fotograf
- Jack Mitchell (Sänger) (1932–1997), schottischer Sänger, Autor und Übersetzer
- Jack Mitchell (Schlagzeuger), britischer Schlagzeuger, Mitglied von Haven (Band)
- Jack Mitchell (Jockey) (* um 1989), englischer Jockey
- Jackie Mitchell (1913–1987), US-amerikanische Baseballspielerin
- James Mitchell (Politiker, 1843) (1843–1897), kanadischer Politiker
- James Mitchell (Politiker, 1866) (1866–1951), australischer Politiker
- James Mitchell (Fußballspieler, 1880) (1880–1958), schottischer Fußballspieler
- James Mitchell (Fußballspieler, 1895) (1895–1975), englischer Fußballtorhüter
- James Mitchell (Schauspieler) (1920–2010), US-amerikanischer Schauspieler und Tänzer
- James Mitchell (Filmeditor) (1929–2010), US-amerikanischer Filmeditor
- James Mitchell (Musiker) (* 1949), US-amerikanischer Saxophonist
- James Mitchell (Footballspieler) (* 1999), US-amerikanischer American-Football-Spieler
- James Coffield Mitchell (1786–1843), US-amerikanischer Politiker
- James Elmer Mitchell (* 1952), US-amerikanischer Psychologe
- James Fitz-Allen Mitchell (1931–2021), Politiker aus St. Vincent und die Grenadinen
- James K. Mitchell (1930–2023), US-amerikanischer Geotechniker
- James Leslie Mitchell (1901–1935), schottischer Schriftsteller, siehe Lewis Grassic Gibbon
- James P. Mitchell (1900–1964), US-amerikanischer Politiker
- James R. Mitchell (1971–2020), US-amerikanischer Medizinwissenschaftler
- James S. Mitchell (1784–1844), US-amerikanischer Politiker
- James William Mitchell (Schriftsteller) (1926–2002), englischer Schriftsteller (Pseudonym: James Munro)
- Jason Mitchell (* 1987), US-amerikanischer Schauspieler
- Jean Mitchell (* 1940), panamaische Sprinterin, siehe Jean Holmes
- Jeff Mitchell (Golfspieler) (* 1954), US-amerikanischer Golfspieler und -trainer
- Jeff Mitchell (Pornodarsteller), Pornodarsteller
- Jeff Mitchell (Footballspieler) (Jeffrey Clay Mitchell; * 1974), US-amerikanischer American-Football-Spieler
- Jeff Mitchell (Eishockeyspieler) (* 1975), US-amerikanischer Eishockeyspieler
- Jeffrey Mitchell, US-amerikanischer Psychologe
- Jeyland Mitchell (Jeyland Yahir Mitchell Baltodano, * 2004), costa-ricanischer Fußballspieler
- Jim Mitchell (Gitarrist) (1935/1936–2016), US-amerikanischer Jazzgitarrist
- Jim Mitchell (Filmproduzent) (1943–2007), US-amerikanischer Filmproduzent und Pornofilmregisseur
- Jim Mitchell (Politiker) (1946–2002), irischer Politiker
- Jim Mitchell (Spezialeffektkünstler) (* 1960), US-amerikanischer Spezialeffektkünstler
- Jimmy Mitchell (Fußballspieler, 1918) (James William Mitchell; 1918–2000), walisischer Fußballspieler
- Jimmy Mitchell (Fußballspieler, 1924) (1924–2004), schottischer Fußballspieler
- Jimmy Mitchell (Fußballspieler, 1937) (James Donald Mitchell; * 1937), englischer Fußballspieler
- Jimmy Mitchell (Fußballspieler, 1967) (James Robert Mitchell; * 1967), englischer Fußballspieler
- Joan Mitchell (1925–1992), US-amerikanische Malerin
- John Mitchell (Geograph) (1711–1768), US-amerikanischer Geograph
- John Mitchell (Politiker) (1781–1849), US-amerikanischer Politiker (Pennsylvania)
- John Mitchell (Paläontologe) (1848–1928), australischer Paläontologe
- John Mitchell (Gewerkschafter) (1870–1919), US-amerikanischer Gewerkschaftsführer
- John Mitchell (Rugbytrainer) (* 1964), neuseeländischer Rugby-Union-Trainer
- John Mitchell (Musiker) (* 1973), irisch-britischer Gitarrist und Sänger
- John Mitchell (Eishockeyspieler, 1985) (* 1985), kanadischer Eishockeyspieler
- John Mitchell (Eishockeyspieler, 1986) (* 1986), US-amerikanischer Eishockeyspieler
- John Cameron Mitchell (* 1963), US-amerikanischer Autor, Regisseur und Schauspieler
- John F. B. Mitchell, britischer Klimatologe
- John H. Mitchell (1835–1905), US-amerikanischer Politiker
- John I. Mitchell (1838–1907), US-amerikanischer Politiker
- John Joseph Mitchell (1873–1925), US-amerikanischer Politiker
- John Kearsley Mitchell (1798–1858), US-amerikanischer Arzt und Schriftsteller
- John L. Mitchell (1842–1904), US-amerikanischer Politiker
- John M. Mitchell (1858–1905), US-amerikanischer Politiker
- John N. Mitchell (1913–1988), US-amerikanischer Politiker, Beteiligter der Watergate-Affäre
- John Richard Mitchell (1920–2000), US-amerikanischer Badmintonspieler, siehe Dick Mitchell
- John Ridley Mitchell (1877–1962), US-amerikanischer Politiker
- John W. Mitchell (1917–2005), britischer Tonmeister
- Joni Mitchell (* 1943), kanadische Musikerin und Malerin
- Joseph Mitchell (Ingenieur) (1803–1883), schottischer Ingenieur
- Joseph Mitchell (Politiker) (1840–1897), australischer Politiker britischer Abstammung
- Joseph Mitchell (Journalist) (1908–1996), US-amerikanischer Journalist und Schriftsteller
- Joseph S. B. Mitchell (* 1959), US-amerikanischer Informatiker
- Josephine Mitchell (1912–2000), kanadisch-US-amerikanische Mathematikerin und Hochschullehrerin
- Juliet Mitchell (* 1940), britische Feministin

#### K
- Kairo Mitchell (Kairo Ellis Mitchell, * 1997), englisch-grenadischer Fußballspieler
- Kathleen Mitchell († 1996), australische Mäzenatin (Kathleen Mitchell Award)
- Kathryn Mitchell (* 1982), australische Speerwerferin
- Katie Mitchell (* 1964), britische Theater-, Film- und Opernregisseurin
- Keith Claudius Mitchell (* 1946), grenadischer Politiker
- Kel Mitchell (* 1978), amerikanischer Schauspieler und Sänger
- Kelsey Mitchell (Radsportlerin) (* 1993), kanadische Bahnradsportlerin
- Kelsey Mitchell (Basketballspielerin) (* 1995), US-amerikanische Basketballspielerin
- Ken Mitchell (Radsportler) (* 1930), britischer Radrennfahrer
- Kennedy Mitchell (* 1971), US-amerikanischer Autor
- Kenneth Mitchell (Schauspieler) (Kenneth Alexander Mitchell; 1974–2024), kanadischer Schauspieler
- Kenneth Mitchell (Cricketspieler) (Kenneth James Mitchell; 1924–1986), britischer Cricketspieler
- Kenny Mitchell (* 1960), US-amerikanischer Boxer
- Kent Mitchell (* 1939), US-amerikanischer Ruderer
- Kerri-Ann Mitchell (* 1983), kanadische Sprinterin
- Kevin Mitchell (Rennfahrer) (* 1961), britischer Motorradrennfahrer
- Kevin Mitchell (Baseballspieler) (* 1962), US-amerikanischer Baseballspieler
- Kevin Mitchell (Eishockeyspieler) (* 1980), US-amerikanischer Eishockeyspieler
- Kevin Mitchell (Wasserballspieler) (* 1981), kanadischer Wasserballspieler
- Kevin Mitchell (Boxer) (* 1984), britischer Boxer
- Kevin Danyelle Mitchell (1971–2007), US-amerikanischer American-Football-Spieler
- Kirk Mitchell (* 1950), US-amerikanischer Autor
- Kirsty Mitchell (* 1974), schottische Schauspielerin

#### L
- Larry Mitchell (Schriftsteller) (1939–2012), US-amerikanischer Schriftsteller und Verleger
- Larry Mitchell (Eishockeyspieler) (* 1967), deutsch-kanadischer Eishockeyspieler, -trainer und -funktionär
- Larry Mitchell (Baseballspieler) (* 1971), US-amerikanischer Baseballspieler
- Laurence Mitchell (1921–2009), britischer Automobilrennfahrer
- Lawrence A. Mitchell (* 1941), pensionierter Brigadegeneral der US Air Force
- Leanne Mitchell (* 1983), britische Popsängerin
- Leland Mitchell († 2013), US-amerikanischer Basketballspieler
- Lesley Anne Mitchell (* 1988), australische Schauspielerin
- Leslie Mitchell (Moderator) (1905–1985), britischer Hörfunk- und Fernsehmoderator
- Leslie Mitchell (Historiker), britischer Historiker
- Lilias Mitchell (1884–1940), schottisch-britische Suffragette
- Lisa Mitchell (* 1990), australische Singer-Songwriterin
- Liz Mitchell (* 1952), jamaikanische Popsängerin
- Lois Mitchell (* 1939 oder 1940), kanadische Unternehmerin, Vizegouverneurin von Albeta
- Lola Mitchell (1979–2023), US-amerikanische Rapperin, bekannt als Gangsta Boo
- Louis Mitchell (1885–1957), US-amerikanischer Jazz-Schlagzeuger und Bandleader
- Lucy Wright Mitchell (1845–1888), US-amerikanische Klassische Archäologin
- Luke Mitchell (* 1985), australischer Schauspieler

#### M
- Maia Mitchell (* 1993), australische Schauspielerin
- Malcolm Mitchell-Thomson, 3. Baron Selsdon (1937–2024), britischer Geschäftsmann und Mitglied des Oberhauses
- Manteo Mitchell (* 1987), US-amerikanischer Sprinter
- Margaret Mitchell (Schauspielerin) (1832–1918), US-amerikanische Schauspielerin
- Margaret Mitchell (1900–1949), US-amerikanische Schriftstellerin
- Margaret Mitchell (Politikerin, 1925) (1925–2017), kanadische Politikerin
- Margaret Mitchell (Politikerin, 1952) (* 1952), schottische Politikerin
- Margaret Mitchell (Theologin) (* 1956), US-amerikanische Theologin
- Margaret Mitchell (Informatikerin) (* 1983), US-amerikanische Informatikerin
- Margaret H. Mitchell (1901–1988), kanadische Ornithologin
- Maria Mitchell (1818–1889), US-amerikanische Astronomin und Frauenrechtlerin
- Mark Mitchell (Schauspieler) (* 1954), australischer Schauspieler
- Mark Mitchell (Eisschnellläufer) (* 1961), US-amerikanischer Eisschnellläufer
- Mark Mitchell (Eiskunstläufer, 1968) (* 1968), US-amerikanischer Eiskunstläufer
- Mark Mitchell (Eiskunstläufer, Kanada), kanadischer Eistänzer
- Mark Mitchell (Komponist) (* 1960), kanadischer Komponist
- Mark Mitchell (Politiker) (* 1968), neuseeländischer Politiker der New Zealand National Party
- Mary Mitchell O’Connor (* 1959), irische Politikerin (Fine Gael)
- Matt Mitchell (* 1957), US-amerikanischer Tennisspieler
- Matt Mitchell (Pianist) (* 1975), US-amerikanischer Jazzpianist
- Michele Mitchell (* 1962), US-amerikanische Wasserspringerin
- Michelle Mitchell (* 1982), australische Triathletin
- Mike Mitchell (1893–1942), kanadischer Eishockeytorwart, siehe Ivan Mitchell
- Mike Mitchell (Basketballspieler, 1956) (1956–2011), US-amerikanischer Basketballspieler
- Mike Mitchell (Basketballspieler, 1967) (* 1967), US-amerikanisch-irischer Basketballspieler
- Mike Mitchell (Regisseur) (* 1970), US-amerikanischer Filmregisseur
- Mike Mitchell (Künstler) (* 1982), US-amerikanischer lowbrow artist
- Mike Mitchell (Schauspieler) (* 1982), US-amerikanischer Schauspieler und Comedian
- Mike Mitchell (Politiker), US-amerikanischer Politiker (Ohio)
- Mike Kanentakeron Mitchell, kanadischer Mohawk-Politiker, Filmregisseur und Lacrosse-Funktionär
- Millard Mitchell (1903–1953), US-amerikanisch-kubanischer Schauspieler
- Mitch Mitchell (1946–2008), britischer Schauspieler und Schlagzeuger
- Moe Mitchell (* 1983), deutscher Soul-Sänger und Rapper
- Morgan Mitchell (* 1994), australische Sprinterin

#### N
- Nahum Mitchell (1769–1853), US-amerikanischer Politiker
- Nathaniel Mitchell (1753–1814), US-amerikanischer Politiker
- Nethaneel Mitchell-Blake (* 1994), britischer Sprinter
- Nicole Mitchell (* 1967), US-amerikanische Jazz-Flötistin
- Nikole Mitchell (* 1974), jamaikanische Leichtathletin

#### O
- Olivia Mitchell (* 1947), irische Politikerin
- Ollie Mitchell (1927–2013), US-amerikanische Jazz- und Studiomusiker

#### P
- Parren Mitchell (1922–2007), US-amerikanischer Politiker
- Parry Mitchell, Baron Mitchell (* 1943), britischer Politiker (Labour Party) und Life Peer
- Patrick Mitchell-Thomson, 2. Baron Selsdon (1913–1963), britischer Peer und Autorennfahrer
- Paul Mitchell (Friseur) (1936–1989), US-amerikanischer Friseur
- Paul Mitchell (Politiker) (1956–2021), US-amerikanischer Politiker
- Paul Mitchell (Fußballspieler, 1971) (* 1971), englischer Fußballspieler
- Paul Mitchell (Fußballspieler, 1978) (* 1978), englischer Fußballspieler
- Paul Mitchell (Fußballspieler, 1981) (* 1981), englischer Fußballspieler
- Penelope Mitchell (* 1991), australische Schauspielerin
- Pete Mitchell (Radiomoderator) (1959–2020), britischer Radiomoderator
- Peter Mitchell (Politiker) (1824–1899), kanadischer Politiker
- Peter Mitchell (Leichtathlet) (* 1958), australischer Langstreckenläufer
- Peter Mitchell (Golfspieler) (* 1958), englischer Golfspieler
- Peter Mitchell (Drehbuchautor), Drehbuchautor, Produzent und Regisseur
- Peter Mitchell (Radsportler) (* 1990), britischer Radsportler
- Peter Chalmers Mitchell (1864–1945), britischer Zoologe
- Peter D. Mitchell (1920–1992), britischer Chemiker
- Philip Mitchell (Autor) (* im 20. Jahrhundert), britischer Autor, Dramatiker, Lyriker und Übersetzer
- Philip Mitchell (Kolonialgouverneur) (1890–1964), britischer Kolonialbeamter
- Phillip Mitchell (Sänger) (* 1944), US-amerikanischer R&B-Sänger, Songwriter und Plattenproduzent
- Phillip Mitchell (Politiker) (* 1953), australischer Politiker
- Pinky Mitchell (1899–1976), US-amerikanischer Boxer, Weltmeister
- Priscilla Mitchell († 2014), US-amerikanische Country-Sängerin

#### Q
- Quinyon Mitchell (* 2001), US-amerikanischer American-Football-Spieler

#### R
- Radha Mitchell (* 1973), australische Schauspielerin
- Red Mitchell (1927–1992), US-amerikanischer Jazz-Bassist
- Reginald Joseph Mitchell (1895–1937), britischer Luftfahrtingenieur
- Rick Mitchell (1955–2021), australischer Sprinter
- R. J. Mitchell (im 19. Jhd.), irischer Astronom
- Rob Mitchell (Politiker) (* 1967), australischer Politiker
- Rob Mitchell (Ruderer) (* 1976), australischer Ruderer
- Robert Mitchell (Politiker) (1778–1848), US-amerikanischer Politiker
- Robert Mitchell (Musiker, 1912) (1912–2009), US-amerikanischer Organist
- Robert Mitchell (Animator) (1932–1985), US-amerikanischer Animator
- Robert Mitchell (Kanute) (* 1949), US-amerikanischer Kanute
- Robert Mitchell (Musiker, 1971) (* 1971), britischer Jazzpianist und Komponist
- Robert Mitchell (Shorttracker) (1972–2022), britischer Shorttracker und Eisschnellläufer
- Robert Mitchell (Leichtathlet) (* 1980), britischer Hochspringer
- Robert Byington Mitchell (1823–1882), US-amerikanischer General
- Robin Mitchell (* 1946), fidschianischer Arzt und Sportfunktionär
- Roma Mitchell (1913–2000), australische Richterin
- Ron Mitchell (Fußballspieler, 1925) (1925–??), schottischer Fußballspieler
- Ron Mitchell (Fußballspieler, 1935) (1935–2017), englischer Fußballspieler
- Ron Mitchell (Filmproduzent) (1937–2006), Filmproduzent
- Roscoe Mitchell (* 1940), US-amerikanischer Jazz-Saxophonist
- Roy Mitchell (* 1955), britisch-jamaikanischer Leichtathlet
- Russ Mitchell (* 1985), US-amerikanischer Baseballspieler
- Russell Mitchell (1942–2023), US-amerikanischer Turner und Olympiateilnehmer
- Rusty Mitchell (* 1982), US-amerikanischer Rennfahrer
- Ruth Comfort Mitchell (1882–1954), US-amerikanische Schriftstellerin und politische Aktivistin
- Ryan Mitchell (* 1977), australischer Schwimmer
- Ryan Aloali'i Mitchell (* 1994), Fußballspieler für Amerikanisch-Samoa

#### S
- Sam Mitchell (* 1963), US-amerikanischer Basketballtrainer
- Sandra Mitchell (* 1951), US-amerikanische Wissenschaftshistorikerin und Hochschullehrerin
- Sara McLaughlin Mitchell (* 1969), US-amerikanische Politikwissenschaftlerin und Hochschullehrerin
- Sasha Mitchell (* 1967), US-amerikanischer Schauspieler
- Scoey Mitchell (1930–2022), US-amerikanischer Schauspieler, Autor, Produzent und Fernsehregisseur
- Scott Mitchell (* 1970), englischer Dartspieler
- Shane Mitchell, irischer Akkordeonist und Teilnehmer am Eurovision Song Contest, siehe Dervish
- Sha’rae Mitchell (* 1985), US-amerikanische Basketballschiedsrichterin
- Sharmba Mitchell (* 1970), US-amerikanischer Boxer
- Sharon Mitchell (* 1956), US-amerikanische Pornodarstellerin und Gesundheitswissenschaftlerin
- Shay Mitchell (* 1987), kanadische Schauspielerin und Model
- Sherman Mitchell (1930–2013), US-amerikanischer Jazzmusiker
- Shirley Mitchell († 2013), US-amerikanische Schauspielerin
- Sidney D. Mitchell (1888–1942), US-amerikanischer Filmkomponist und Liedtexter
- Silas Weir Mitchell (Mediziner) (1829–1914), US-amerikanischer Arzt und Neurologe
- Silas Weir Mitchell (Schauspieler) (* 1969), US-amerikanischer Schauspieler
- Stan Mitchell († 2012), US-amerikanischer American-Football-Spieler
- Stefano Mitchell (* 1999), antiguanischer Schwimmer
- Stephen Mitchell (1948–2024), britischer Althistoriker
- Stephen Mix Mitchell (1743–1835), US-amerikanischer Politiker und Jurist
- Steve Mitchell (* 1953), US-amerikanischer Comiczeichner
- Susan Langstaff Mitchell (1866–1926), irische Autorin und Dichterin

#### T
- Taylor Mitchell (Taylor Josephine Stephanie Luciow; 1990–2009), kanadische Folksängerin
- Terence Frederick Mitchell (1919–2007), britischer Linguist
- Thomas Mitchell (Altphilologe) (1743–1845), englischer Altphilologe
- Thomas Mitchell (Fußballtrainer) (1843–1921), schottischer Fußballtrainer
- Thomas Mitchell (Schauspieler) (1892–1962), US-amerikanischer Schauspieler
- Thomas Mitchell (Schauspieler, II), Schauspieler
- Thomas Mitchell-Olds (* 1944), US-amerikanischer Biochemiker
- Thomas Livingstone Mitchell (1792–1855), schottischer Australienforscher
- Thomas R. Mitchell (1783–1837), US-amerikanischer Politiker
- Tom Mitchell (Fußballspieler) (1899–1984), englischer Fußballspieler und -trainer
- Tom Mitchell (Footballspieler) (1944–2017), US-amerikanischer American-Football-Spieler
- Tom Mitchell (Rugbyspieler, 1958) (* 1958), fidschianischer Rugby-Union-Spieler
- Tom Mitchell (Rugbyspieler, 1989) (* 1989), englischer Rugby-Union-Spieler
- Tom Mitchell (Eishockeyspieler), kanadischer Eishockeyspieler und -funktionär
- Tom M. Mitchell (* 1951), US-amerikanischer Informatiker
- Tommy Mitchell (Fußballspieler, 1889) (Thomas William Mitchell; 1889–1966), englischer Fußballspieler
- Tommy Mitchell (Fußballspieler, 1905) (Thomas Mitchell; 1905–1970), englischer Fußballspieler
- Tommy Mitchell (Musiker) (Thomas Mitchell; 1926–2003), US-amerikanischer Jazzposaunist
- Tony Mitchell (Regisseur) (* 1961), britisch-kanadischer Regisseur
- Tony Mitchell (Basketballspieler, 1989) (* 1989), US-amerikanischer Basketballspieler
- Tony Mitchell (Basketballspieler, 1992) (* 1992), US-amerikanischer Basketballspieler
- Torrey Mitchell (* 1985), kanadischer Eishockeyspieler
- Ty Mitchell (* 1970), US-amerikanischer Schauspieler
- Tyler Mitchell (Musiker) (* 1958), US-amerikanischer Jazzbassist
- Tyler Mitchell (Fotograf) (* 1995), US-amerikanischer Magazinfotograf und Fotokünstler
- Tyler Mitchell (Produzent), US-amerikanischer Filmproduzent
- Tyrick Mitchell (* 1999), englischer Fußballspieler

#### V
- Victoria Mitchell (* 1982), australische Leichtathletin
- Victoria Coren Mitchell (* 1972), englische Autorin, Moderatorin und professionelle Pokerspielerin
- Viola Mitchell (1911–2002), US-amerikanische Geigerin

#### W
- W. J. T. Mitchell (* 1942), US-amerikanischer Kunsthistoriker
- W. R. Mitchell († 2015), britischer Schriftsteller und Redakteur
- Warren Mitchell (1926–2015), britischer Schauspieler
- Wendell Mitchell (1940–2012), US-amerikanischer Politiker
- Wesley Clair Mitchell (1874–1948), US-amerikanischer Ökonom
- Whitey Mitchell (1932–2009), US-amerikanischer Jazz-Bassist
- William Mitchell (Politiker) (1807–1865), US-amerikanischer Politiker (Indiana)
- William Mitchell (Philosoph) (1861–1962), britisch-australischer Anglist und Philosoph
- William Mitchell (Mathematiker), US-amerikanischer Mathematiker
- William B. Mitchell (1832–1900), US-amerikanischer Jurist und Politiker
- William C. Mitchell († 2006), US-amerikanischer Politikwissenschaftler
- William D. Mitchell (1874–1955), US-amerikanischer Jurist und Politiker
- William Foot Mitchell (1859–1947), britischer Manager und Politiker (Conservative Party)
- William J. Mitchell (1906–1971), US-amerikanischer Musikwissenschaftler, siehe William John Mitchell
- William J. Mitchell (Architekt) (1944–2010), US-amerikanischer Architekt und Universitätsprofessor
- William John Mitchell (1906–1971), US-amerikanischer Musikwissenschaftler
- William L. Mitchell (1912–1988), US-amerikanischer Automobildesigner und Manager, siehe Bill Mitchell (Autodesigner)
- Willie Mitchell (Baseballspieler) (William Mitchell; 1889–1973), US-amerikanischer Baseballspieler
- Willie Mitchell (Musikproduzent) (1928–2010), US-amerikanischer Trompeter und Musikproduzent
- Willie Mitchell (Footballspieler) (* 1940), US-amerikanischer American-Football-Spieler
- Willie Mitchell (Basketballspieler) (Willie Dion Mitchell III; * 1975), US-amerikanischer Basketballspieler
- Willie Mitchell (Eishockeyspieler) (William Reid Mitchell; * 1977), kanadischer Eishockeyspieler

#### Y
- Yvonne Mitchell (1915–1979), britische Schauspielerin

#### Z
- Zack Mitchell (* 1993), kanadischer Eishockeyspieler

### Vorname
- Mitchell Cary Alford (1855–1914), US-amerikanischer Politiker
- Mitchell Amundsen (* 1958), US-amerikanischer Kameramann
- Mitchell Anderson (* 1975), australischer Triathlet
- Mitchell Ash (* 1948), US-amerikanischer Historiker
- Mitchell Baker (* 1959), US-amerikanische Managerin
- Mitchell van Bergen (* 1999), niederländischer Fußballspieler
- Mitchell Bullen (* 1991), australischer Radsportler
- Mitchell Dijks (* 1993), niederländischer Fußballspieler
- Mitchell Docker (* 1986), australischer Radrennfahrer
- Mitchell Donald (* 1988), niederländischer Fußballspieler
- Mitchell Duarte (* 1991), uruguayischer Fußballspieler
- Mitchell Feigenbaum (1944–2019), US-amerikanischer Physiker
- Mitchell Frear (* 1993), neuseeländischer Eishockeyspieler
- Mitchell Gilbert (* 1994), australischer Automobilrennfahrer
- Mitchell Heard (* 1992), kanadischer Eishockeyspieler
- Mitchell Hope (* 1994), australischer Schauspieler
- Mitchell Jenkins (1896–1977), US-amerikanischer Politiker
- Mitchell Joachim (* 1972), US-amerikanischer Architekt
- Mitchell Langerak (* 1988), australischer Fußballspieler
- Mitchell Leisen (1898–1972), US-amerikanischer Filmregisseur, Produzent und Kostümdesigner
- Mitchell Lewis (1880–1956), US-amerikanischer Schauspieler
- Mitchell Lovelock-Fay (* 1992), australischer Radrennfahrer
- Mitchell May (1870–1961), US-amerikanischer Jurist und Politiker
- Mitchell Parish (1900–1993), US-amerikanischer Liedtexter
- Mitchell Pearson (* 1987), australischer Radrennfahrer
- Mitchell Thomas Rozanski (* 1958), US-amerikanischer Geistlicher, Erzbischof von Saint Louis
- Mitchell Ryan (1934–2022), US-amerikanischer Schauspieler
- Mitchell Schet (* 1988), niederländischer Fußballspieler
- Mitchell Sharp (1911–2004), kanadischer Politiker
- Mitchell Trubisky (* 1994), US-amerikanischer Footballspieler
- Mitchell Villani (* 1987), australischer Eishockeyspieler
- Mitchell Watt (* 1988), australischer Weitspringer
- Mitchell Weiser (* 1994), deutscher Fußballspieler
- Mitchell Whitfield (* 1964), US-amerikanischer Schauspieler